# Red Bull RB5
De Red Bull RB5 is een Formule 1-auto die gebruikt werd door Red Bull in het seizoen 2009. De wagen werd  op 9 februari 2009 voorgesteld op het Circuito Permanente de Jerez.
Met deze wagen behaalde Red Bull voor het eerst een poleposition, een eerste overwinning en een eerste 1-2 in de Grand Prix van China. Het team won 6 van de 17 races met deze wagen: 4 ervan werden behaald door Sebastian Vettel, 2 door Mark Webber. Daarmee werd het team tweede in het constructeurskampioenschap, na Brawn GP.
Sebastian Vettel, die sinds hij bij Toro Rosso reed de gewoonte had zijn wagen een naam te geven, noemde de RB5 "Kate". Nadat hij in de Grand Prix van Australië gecrasht was, kreeg hij een nieuw chassis. Dit noemde hij "Kate's Dirty Sister".
Ontwerper Adrian Newey kreeg in juli 2010 van het team een RB5 als bedankje omdat hij met deze wagen van Red Bull een winnend team had gemaakt. Hij reed ermee op Goodwood Festival of Speed.

## Resultaten
| Resultaat                       |
| ------------------------------- |
| Winnaar                         |
| Tweede plaats                   |
| Derde plaats                    |
| Gefinisht (punten behaald)      |
| Gefinisht (geen punten behaald) |
| Niet geklasseerd (NC)           |
| Uitgevallen (DNF)               |
| Niet gekwalificeerd (DNQ)       |
| Gediskwalificeerd (DSQ)         |
| Niet gestart (DNS)              |
| Gewond (INJ)                    |
| Uitgesloten (EX)                |
| Teruggetrokken (WD)             |
| Niet deelgenomen (blanco cel)   |
| P Pole position                 |
| S Snelste ronde                 |

| Jaar | Chassis      | Motor           | Banden | Coureurs         | 1   | 2     | 3   | 4   | 5   | 6   | 7   | 8   | 9   | 10  | 11  | 12  | 13  | 14  | 15  | 16  | 17  | Punten | WK-plaats |
| ---- | ------------ | --------------- | ------ | ---------------- | --- | ----- | --- | --- | --- | --- | --- | --- | --- | --- | --- | --- | --- | --- | --- | --- | --- | ------ | --------- |
| 2009 | Red Bull RB5 | Renault RS27 V8 | B      |                  | AUS | MAL ‡ | CHN | BHR | SPA | MON | TUR | GBR | DUI | HON | EUR | BEL | ITA | SIN | JPN | BRA | ABU | 153,5  | *         |
| 2009 | Red Bull RB5 | Renault RS27 V8 | B      | Mark Webber      | 12  | 6     | 2   | 11  | 3   | 5   | 2   | 2   | 1P  | 3S  | 9   | 9   | DNF | DNF | 17S | 1S  | 2   | 153,5  | *         |
| 2009 | Red Bull RB5 | Renault RS27 V8 | B      | Sebastian Vettel | 13† | 15    | 1P  | 2   | 4   | DNF | 3P  | 1PS | 2   | DNF | DNF | 3S  | 8   | 4   | 1P  | 4   | 1S  | 153,5  | *         |
| Jaar | Chassis      | Motor           | Banden | Coureurs         | 1   | 2     | 3   | 4   | 5   | 6   | 7   | 8   | 9   | 10  | 11  | 12  | 13  | 14  | 15  | 16  | 17  | Punten | WK-plaats |

† Coureur is niet gefinisht in de GP, maar heeft wel 90% van de race-afstand afgelegd, waardoor hij als geclassificeerd genoteerd staat.
‡ Helft van de punten omdat minder dan 75% van de raceafstand was afgelegd